# 二元集合
二元集合為一恰有兩個不同元素的集合，或等價地說，一其勢為2的集合。
例如：
- 集合{a,b}為二元集合，其中 a≠b。
- 集合{a,a}不為二元集合，它等於單元素集合 {a}。

在公理集合論裡，二元集合的存在性是空集公理、配對公理和外延公理的結果。由這兩個公理可導出單元素集合{{}}的存在性。由空集公理可知集合{}存在。再由配對公理可知集合{{},{{}}}的存在，其包含了{}和{{}}。根據外延公理，{}和{{}}是不同的集合。所以集合{{},{{}}}便是二元集合。

## 另見
- 有序對
- 二元關係